# Mochnaczka Wyżna
Mochnaczka Wyżna – wieś w Polsce położona w województwie małopolskim, w powiecie nowosądeckim, w gminie Krynica-Zdrój.
Wieś biskupstwa krakowskiego w powiecie sądeckim w województwie krakowskim w końcu XVI wieku. W latach 1954–1968 wieś należała i była siedzibą władz gromady Mochnaczka Wyżna, po jej zniesieniu przez przeniesienie siedziby w gromadzie Berest. W latach 1975–1998 miejscowość administracyjnie należała do województwa nowosądeckiego.
Wieś leży przy drodze krajowej nr 75, w Beskidzie Niskim, w dolinie potoku Mochnaczka, prawobrzeżnego dopływu Muszynki.

## Historia
Wieś Mochnaczka została założona na prawie wołoskim w 1589 przez Jana Świątkowskiego z przywileju nadanego przez biskupa Myszkowskiego (tereny te należały do Klucza Muszyńskiego, będącego własnością biskupią). Najstarsza część wsi powstała w miejscu dzisiejszej Mochnaczki Wyżnej.
Parafię greckokatolicką w Mochnaczce, podległą dekanatowi muszyńskiemu uposażył w 1626 r. biskup M. Szyszkowski. Z tego też roku pochodził pierwszy dzwon cerkiewny, ważący 300 kg. W 1648 z gruntów wsi wyodrębniła się Mochnaczka Niżna. W XVIII i XIX w. we wsi zamieszkiwało od 350 do 550 osób, głównie wyznania greckokatolickiego.

## Demografia
Ludność według spisów powszechnych, w 2009 według PESEL.
| Rok    | 1900 | 1921 | 1931 | 2002 |
| Liczba | 97   | 92   | 108  | 114  |

| Zwierzęta | Konie | Bydło | Owce | Świnie |
| Liczba    | 51    | 373   | 141  | 77     |

## Ochotnicza Straż Pożarna
W 2002 roku we wsi powstała Jednostka Ochotniczej Straży Pożarnej, obecnie dysponuje motopompą M 800, ubraniami bojowymi oraz osprzętem gaśniczym. Jej samochodem jest przekazany w 2007 roku z OSP Tylicz samochód Star 266/Bonex 6x6 GBM 2,5/8.